# بناگواسیل
بناگواسیل (به اسپانیایی: Benaguasil) یک شهرستان در اسپانیا است که در Camp de Túria واقع شده‌است.

## خصوصیات
بناگواسیل ۲۵٫۴ کیلومترمربع مساحت و ۱۰٬۷۲۸ نفر جمعیت دارد و ۱۱۰ متر بالاتر از سطح دریا واقع شده‌است.